# ديفيد ألدريش نيلسون
ديفيد ألدريش نيلسون (بالإنجليزية: David Aldrich Nelson)‏ هو ضابط وقاضي أمريكي، ولد في 14 أغسطس 1932 في واتيرتاون في الولايات المتحدة، وتوفي في 1 أكتوبر 2010 في إنديان هيل في الولايات المتحدة.